# Gynacantha arthuri
Gynacantha arthuri là loài chuồn chuồn trong họ Aeshnidae. Loài này được Lieftinck mô tả khoa học đầu tiên năm 1953.